# Multiplo
Múltiple es un sistema constructivo de alta tecnología utilizado para diseñar y construir robots. Cuenta con una cantidad de piezas de distintas características, formas y tamaños, lo que posibilita que puedan juntarse y ensamblarse utilizando tornillos y tuercas. Dentro de la dinámica de construcción del robot se pueden incluir motores eléctricos, sensores de distintos tipos y un microcontrolador programable, otorgando así una variedad extensa de tareas para realizar. Múltiple fue diseñado para que sus piezas puedan fabricarse con herramientas comunes como impresoras 3D, cortadoras láser o pequeñas herramientas. De esta forma, el usuario puede participar en el diseño del sistema. Multiplo permite construir y programar robots modulares de diferente complejidad adaptado para todo tipo de público, desde principiantes hasta aficionados avanzados. 
Es muy utilizado en Robótica Educativa tanto por colegios como por universidades de la República Argentina.
 Multiplo fue lanzado al mercado exitosamente en 2012 en Estados Unidos y Europa.